# Imperial (Peru)
Imperial ist eine Stadt im zentralen Westen Perus in der Provinz Cañete (Region Lima). Die Stadt ist Verwaltungssitz des gleichnamigen Distrikts. Beim Zensus 2017 wurden 27.732 Einwohner gezählt, 10 Jahre zuvor lag die Einwohnerzahl bei 26.867.

## Geographische Lage
Die Stadt Imperial liegt auf einer Höhe von 85 m in der Küstenebene, 9 km von der Pazifikküste entfernt. Der Río Cañete fließt 7 km südlich der Stadt zum Meer. 4 km südwestlich von Imperial befindet sich die Provinzhauptstadt San Vicente de Cañete. Im Umkreis von Imperial wird bewässerte Landwirtschaft betrieben.